# Scoops à gogo

Scoops à gogo est une série de bande dessinée.
- Scénario, dessins et couleurs : Jacques Azam

## Albums
- Tome 1 (2005)
- Tome 2 : Scoops de pro (2007)

## Publication
- Delcourt (Collection Shampooing) : Tomes 1 et 2 (première édition des tomes 1 et 2).